# Caetano da Costa Alegre
Caetano da Costa Alegre (26 de Abril de 1864- 18 de Abril de 1890) foi um poeta de nacionalidade portuguesa, nascido no seio de uma família crioula cabo-verdiana, na então colónia portuguesa de São Tomé.
Em 1882 mudou-se para a Metrópole e frequentou as aulas de uma escola de medicina em Lisboa, para formar-se como médico naval. Morreu de tuberculose antes de poder cumprir tal objetivo, com apenas 25 anos.
Em 1916, seu antigo amigo, o jornalista Cruz Magalhães, publicou a poesia escrita por Costa Alegre durante seus oito anos de estadia em Portugal. A obra, escrita em estilo romântico, popular na época, foi um êxito imediato pela forma em que celebra suas origens africanas, a expressão de nostalgia do estilo de vida de São Tomé, e a descrição do sentimento de alienação em que se encontrava sua raça.
Costa Alegre expressa sua tristeza depois de ser recusado por uma mulher branca devido à cor da sua pele, em uma das primeiras tentativas de um poeta africano de lidar com os assuntos raciais.
Apesar de um estilo diferente do europeu, os temas da obra de Costa Alegre convertem-no em um precursor dos escritores e poetas africanos posteriores, que trataram do tema racial, a alienação, as recordações nostálgicas do passado (neste caso, suas reminiscências de São Tomé).
Encontra-se colaboração da sua autoria nas revistas A imprensa (1885-1891) e  A Leitura (1894-1896).  

## Poemas
- Visão

Vi-te passar, longe de mim, distante,
Como uma estátua de ébano ambulante;
Ias de luto, doce, tutinegra,
E o teu aspecto pesaroso e triste
Prendeu minha alma, sedutora negra;
Depois, cativa de invisível laço,
(o teu encanto, a que ninguém resiste)
Foi-te seguindo o pequenino passo
Até que o vulto gracioso e lindo
Desapareceu, longe de mim, distante,
Como uma estátua de ébano ambulante.